# ЛуАЗ-969В
ЛуАЗ-969В (англ. LuAZ-969V) — вантажопасажирський автомобіль підвищеної прохідності. Був розроблений у 1965 році на Луцькому автомобільному заводі (тоді ще Луцькому машинному заводі) як альтернатива моделі ЗАЗ-969. Увійшов в історію як перший радянський передньоприводний автомобіль. Випуск новинки під ім'ям ЗАЗ-969В розпочався в 1966 році з першої партії в 50 екземплярів. Серійний випуск було розпочато у 1966 році, та на конвеєрі пробув недовго, близько двох років. Заміною йому послужила модель ЛуАЗ-969А.
Двигун 0,9 л мав позначення МеМЗ-969 і розвивав потужність 30 к.с.
Було випущено 7438 автомобілів цієї моделі.

## Двигун
- Двигун: МеМЗ-969 V-подібний чотирьохтактний чотирьохтактний карбюраторний повітряного охолодження з кутом розвалу 90° робочим об'ємом 0,887 л потужністю 30 к.с.
- Порядок роботи циліндрів: 1-2-4-3.
- Діаметри циліндра: 72 мм,
- Хід поршня: 54,5 мм.
- Карбюратор: К-125.